# Глайцман, Моррис
Моррис Глайцман (также Глейцман, англ. Morris Gleitzman; род. 9 января 1953) — один из наиболее популярных детских писателей Австралии. Известен своими книгами, написанными в юмористическом ключе на серьёзные темы, например: Two Weeks with the Queen, Second Childhood, Other Facts of Life, Boy Overboard, Adult’s Only, Girl Underground, Once, Aristotle’s Nostril, Doubting Thomas и Give Peas A Chance and Other Funny Stories.
Глайцман работал совместно с другим известным австралийским детским писателем, Полом Дженнингсом. Он также издал как книги три собрания своих публикаций из газет «The Age» и «The Sydney Morning Herald» для взрослых читателей. В 1970-х Моррис писал для популярного шоу Нормана Ганстона.